# Gesine Walther
Gesine Walther (z domu Tettenborn, ur. 6 października 1962 w Weißenfels) – niemiecka lekkoatletka, specjalizująca się w biegach sprinterskich. W czasie swojej kariery reprezentowała Niemiecką Republikę Demokratyczną.

## Sukcesy sportowe
- srebrna medalistka mistrzostw NRD w biegu na 100 metrów (1984)[1]
- czterokrotna medalistka mistrzostw NRD w biegu na 400 metrów – dwukrotnie srebrna (1980, 1982) oraz dwukrotnie brązowa (1981, 1984)[2]
- srebrna medalistka halowych mistrzostw NRD w biegu na 60 metrów (1982)[3]
- dwukrotna brązowa medalistka halowych mistrzostw NRD w biegu na 100 metrów (1982, 1984)[4]

| Rok  | Miasto   | Zawody                    | Konkurencja                                    | Wynik                             |
| ---- | -------- | ------------------------- | ---------------------------------------------- | --------------------------------- |
| 1981 | Rzym     | puchar świata             | sztafeta 4 × 100 m                             | 1. miejsce                        |
| 1982 | Mediolan | halowe mistrzostwa Europy | bieg na 200 m                                  | złoty medal                       |
| 1982 | Ateny    | mistrzostwa Europy        | sztafeta 4 × 400 m bieg na 100 m bieg na 200 m | złoty medal 5. miejsce 4. miejsce |
| 1983 | Helsinki | mistrzostwa świata        | sztafeta 4 × 400 m                             | złoty medal                       |
| 1984 | Praga    | "Przyjaźń-84"             | bieg na 200 m                                  | 4. miejsce                        |

## Rekordy życiowe
- była rekordzistka świata w biegu sztafetowym 4 x 400 metrów:
  - 3:15,92 – Erfurt 03/06/1984 (wspólnie z Dagmar Neubauer, Sabine Busch i Maritą Koch) – 3. wynik w historii

| Dystans                   | Wynik | Miasto i data          |
| ------------------------- | ----- | ---------------------- |
| bieg na 60 metrów (hala)  | 7,24  | Senftenberg 13/02/1982 |
| bieg na 100 metrów        | 11,13 | Cottbus 21/08/1982     |
| bieg na 200 metrów        | 22,24 | Drezno 03/07/1982      |
| bieg na 200 metrów (hala) | 22,64 | Budapeszt 20/02/1982   |
| bieg na 400 metrów        | 50,03 | Jena 13/05/1984        |